# إي بادي
إي بادي، شركة برمجيات هولندية خاصة تقدم خدمات المراسلة الفورية. أعلنت في عام 2011، عن 100 مليون عملية تحميل للتطبيق الخاص بها. يعتبر تطبيق إكس إم إس، تطبيق مراسلة فورية متعدد المنصات هو الخدمة الرئيسية للشركة.
في الأونة الأخيرة، وبعد بعض التغييرات في أسهم الشركة، عادت الشركة مرة أخرى إلى مؤسسيها الأصليين أونو باركر وجان جوست رويب.

## الخدمات

### إكس إم إس
تعتبر خدمة إكس إم إس، منصة مراسلة فورية متعددة المنصات. وصلت عدد الرسائل الشهرية عليها أكثر من 17 مليار رسالة في إحدى الفترات بين أكثر من 30 مليون مستخدم فريد. يسجل على المنصة ما يقرب من 100,000 مستخدم يوميا. حققت 1.5 مليار إعلان مدفوع على صفحاتها.
أعلن رئيس فريق بري ريفو في تقرير نشره عام 2011 أن الخدمة تمتلك العديد من الميزات المشتركة مع خدمات المراسلة عبر الأنظمة الأساسية الأخرى مثل ميزة الوسائط المتعددة والتي تمكن المستخدمين من إرسال صور ومقاطع فيديو ومشاركة مواقعهم الحالية. تعمل الخدمة على منصات مختلفة مثل آي أو إس الخاصة بأجهزة أبل، والأندرويد، وبلاك بيري، ونوكيا سلسلة 40 وويندوز فون 7. يمكن استخدام الخدمة على أجهزة الكمبيوتر عن طريق متصفح خاص بالخدمة يسمى ويب إكس إم إس.

### الأمان
في 4 نوفمبر 2014، حصلت خدمة إكس إم إس إي بادي على 1 من 7 على بطاقة أداء الرسائل الآمنة الخاصة بمؤسسة الحدود الإلكترونية. حققت الخدمة تلك النقطة الوحيدة نتيجة استخدامها التشفير أثناء عملية نقل الرسائل لكنها فقدت ست نقاط بسبب:
- الاتصالات ليست مشفرة من طرف إلى طرف، غير مشفرة بمفتاح.
- لا يمكن للمستخدمين التحقق من هويات جهات الاتصال.
- الرسائل السابقة ليست آمنة في حالة سرقة مفاتيح التشفير (أي أن الخدمة لا توفر سرية إعادة التوجيه).
- التشفير ليس مفتوحا للمراجعة المستقلة (أي التشفير ليس مفتوح المصدر).
- تصميم الأمان غير موثق بشكل صحيح.
- لم يتم إجراء تدقيق آمني مستقل مؤخرا.

حققت أيضا خدمات بلاك بيري ماسنجر، وهوش ميل، وكيك ماسنجر، وسكايب، وفايبر، وياهو ماسنجر نقطة واحدة من أصل 7 نقاط.

### خدمة إي بادي شات
كانت إي بادي شات، خدمة مراسلة فورية متعددة البروتوكولات، تسمح للمستخدمين الذين يملكون فيسبوك ماسنجر أو إم إس إن أو جوجل توك أو ياهو ماسنجر أو آي سي كيو أو إيه أو إل من الدردشة مجانا على منصة واحدة مجمعة. تدعم الخدمة أيضا أجهزة آي أو إس والأندرويد وجافا بلاتفورم ميكرو إديشين وأي جهاز محمول يدعم الويب. في عام 2010، اختيرت الخدمة ضمن أفضل خمس تطبيقات محمول في جوائز ماشايبل.
مع التطور التنكولوجي واتجاه العملاء إلى الهواتف المحمولة الحديثة، أعلنت إي بادي في عام 2013 أنها ستتوقف عن تطوير خدمة إي بادي شات.

## التاريخ
ظهرت فكرة تطوير خدمة إي بادي لباولو تايلور بعد رهان قام به لتطوير ويندوز لايف ماسنجر، كما كان يطلق عليه في عام 2003، للهواتف المحمولة. ربح الرهان بعد عدة أسابيع فقط، حيث قام بتحميل التطبيق على الخادم. سرعان ما تطورت نسخة الويب بناءا على طلبات المستخدمين. مع ارتفاع عدد مستخدمي الخدمة، قرر تايلور نقل الفكرة لأبعد من ذلك، وحصل على تمويل من صندوقي بريم تكنولوجي الاستثماري ولولاند كابيتال يقع مقرها في أمستردام، هولندا ولها مكاتب في سنغافورة، وسان فرانسيسكو، والولايات المتحدة.
بعد شراكة ناجحة مع شركة جري ومقرها اليابان، تم بيع إي بادي إلى موقع بوكينك. كوم.
- في 9 سبتمبر 2003، أنشا تايلور مع شركيين جان جوست ريوب وأنو باكر نطاق EverywhereMSN.com.[17]
- في 1 يونيو 2006، أعيد تسميه إي- ماسنجر إلى إي بادي.[18][19]
- في 26 أكتوبر 2006، حصلت إي بادي على تمويل 6.33 مليون دولار (5 مليون يورو) في حملة تمويل أولى.[20]
- في 2 مايو 2008، حصلت إي بادي على 9.55 مليون دولار (6.5 مليون يورو) في حملة تمويل ثانية.[21]
- في 17 مارس 2011، أطلقت إي بادي تطبيق إكس إم إس، تطبيق المراسلة الفورية.[2]
- في 21 سبتمبر 2012، استحوذت شركة الألعاب اليابانية جري على حصة أقلية في إي بادي،[22] قبل أن تعلن مغادرتها للسوق الأوروبية في عام 2013.[23]
- في 4 ديسمبر 2013، اشترت بوابة الحجز عبر الإنترنت بوكينك. كوم إي بادي بموجب اتفاقية استئجار.[15][24][25][26][27][28]

## وصلات خارجية
- الموقع الرسمي لشركة إي بادي.
- أشهر برامج المراسلة الفورية في الفترة ما بين عام 1997 وعام 2019.